# Keleti-Kárpátok
A Keleti-Kárpátok a Kárpátoknak a Borsai-hágótól a Prahova völgyéig, a Tömösi-szorosig terjedő keleti része, az Északkeleti-Kárpátok folytatásában. Teljes egészében Románia területén húzódik.
A Kárpátok geológiai szempontból igen színes, aprólékosan tagolt, közepes magasságú szakasza. Itt emelkedik a Kárpátok legmagasabb vulkánmaradványa, a Nagy-Pietrosz (2303 méter), de a sűrű erdők borította vonulatok felett alpesi jellegű csúcsok is magasodnak (Radnai-havasok).

## Elnevezés, elhatárolás
A mai magyar földrajzi irodalom a Kárpátokat négy fő részre osztja, ezek az Északnyugati-Kárpátok, az Északkeleti-Kárpátok, a Keleti-Kárpátok és a Déli-Kárpátok. Nemzetközileg és régebben számos más felosztás és azoknak megfelelő elnevezések is léteztek, léteznek. Gyakori az Északkeleti-Kárpátoknak a Keleti-Kárpátok részeként történő kezelése, általában Külső-Keleti Kárpátok néven, szemben a szűkebben vett Keleti-Kárpátoknak a Belső-Keleti-Kárpátok elnevezésével.

## Geomorfológia felosztás

Az Északkeleti és a Keleti-Kárpátok geomorfológiai alapú felosztása

A Keleti-Kárpátok Máramarostól, a Borsai-hágótól a Prahova völgyéig, a Tömösi-szorosig húzódik. Legmagasabb pontja a Radnai-havasokban lévő Nagy-Pietrosz (2303 m).
Kétféleképpen szokás felosztani. A Kárpát-medencéhez való viszonyában beszélhetünk külső és belső vonulatról. Észak-déli irányban ugyanakkor három nagyobb csoportra tagolható: északi, középső és déli csoportra (Kárpátkanyar).

### Északi csoport
Az északi csoportot (románul: Carpaţii Maramureşului şi al Bucovinei) a Radnai-havasok, a Borgói-hegység és a Bukovinai-Kárpátok alkotják.
- Belső vonulat - Máramarosi Kárpátok (Carpaţii Maramureşului)
  - Radnai-havasok (Munții Rodnei)
  - Borgói-hegység vagy Borgói-havasok (Munții Bârgăului)
- Külső vonulat – Bukovinai-Kárpátok (Munții Bucovinei)
  - Cohárd-hegység (Munții Suhardului)
  - Obcsinák (Obcinele Bucovinei):
    - Feredő-Obcsina (Obcina Feredeului)
    - Nyíres-Obcsina (Obcina Mestecăniș)
    - Nagy-Obcsina (Obcina Mare)

### Középső csoport
A középső csoport (románul: Carpații Moldo-Transilvani) a Beszterce völgyétől az Ojtozi-szorosig terjed. Fő részei északon a Besztercei-hegyvidék (Munții Bistriței), középen a Gyergyó–Békási-hegyvidék (Munții Giurgeu și Hășmaș) és a Kelemen–Görgény–Hargita-hegyvidék (románul: Munții vulcanici Călimani, Gurghiu și Harghita), délen pedig a Tatrosmenti-hegyvidék (Munții Trotușului).
- Belső vonulat:

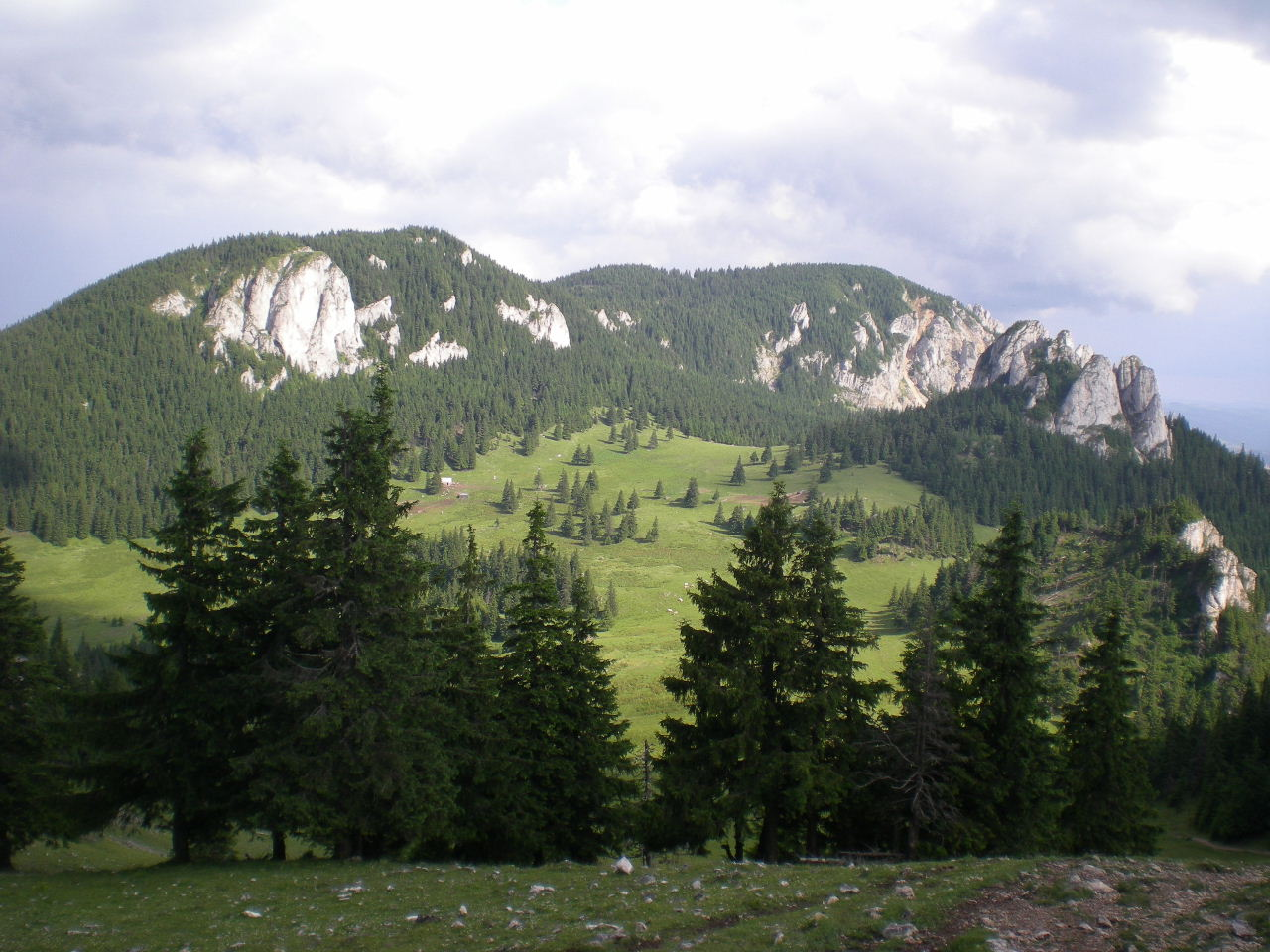
Hagymás-hegység

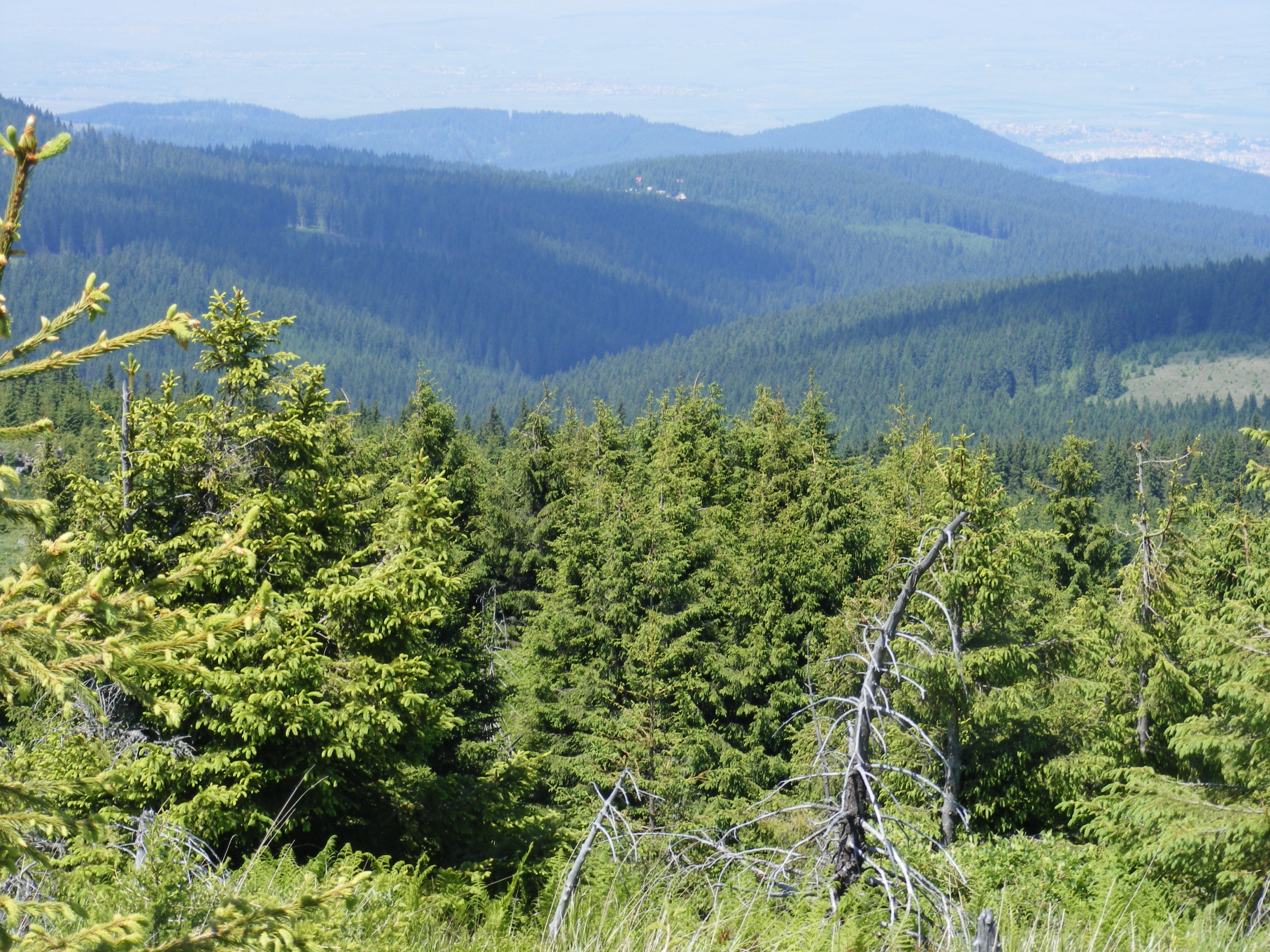
Hargita

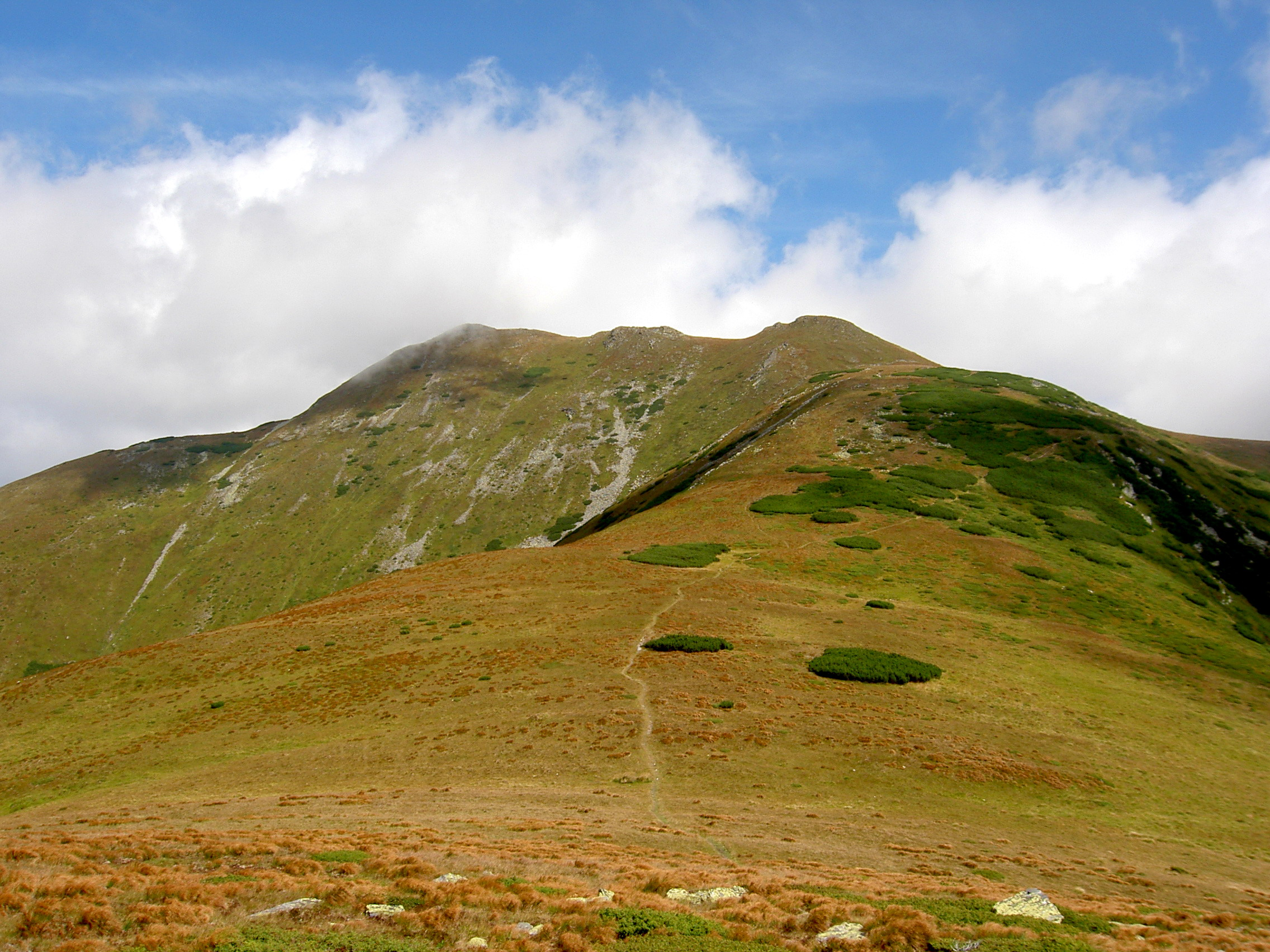
Radnai-havasok

  - Besztercei-havasok (Munții Budacului) – a Besztercei-hegyvidék része
  - Gyergyó–Békási-hegyvidék
    - Gyergyói-havasok (Munții Giurgeu)
    - Hagymás-hegység (Munții Hășmaș)
    - Naskalat-hegység (Munții Nașcalat)
    - Csalhó (Masivul Ceahlău)

  - Kelemen-Görgény-Hargita-hegyvidék
    - Kelemen-havasok (Munții Călimani)
    - Görgényi-havasok (Munții Gurghiu)
    - Hargita-hegység (Munții Harghita)

  - Persányi-hegység (Munții Perșani) – gyakran a Kárpátkanyarhoz is sorolják
  - Bodoki–Baróti-hegyvidék (Munții Bodoc–Baraolt) – gyakran a Kárpátkanyarhoz is sorolják
    - Csomád-hegység (Masivul Ciomatu-Puturosu) – földtani szempontból a Hargita-hegységhez tartozik
    - Torjai-hegység (Munții Turiei)
    - Bodoki-hegység (Munții Bodoc)
    - Baróti-hegység (Munții Baraolt)
- Külső vonulat – Moldvai-Kárpátok (Munții Moldovei)
  - Besztercei-hegyvidék (külső vonulat)
    - Esztena-hegység (Munții Stânișoarei) – a Besztercei-hegyvidék része
    - Gyamaló (Munții Giumalau) – a Besztercei-hegyvidék része
    - Ráró (Munții Rarău) – a Besztercei-hegyvidék része

  - Tatrosmenti-hegyvidék
    - Berzunci-hegység vagy Berzeneci-hegység (Munții Berzunț)
    - Tarkő-hegység (Muntii Tarcău)
    - Gosman-hegység (Munții Goșmanu)
    - Csíki-havasok (Munții Ciuc)
    - Répát-hegység (Muntii Repat)
    - Nemere-hegység (Munții Nemira)

  - Moldvai Szubkárpátok (Subcarpații Moldovei)

### Déli csoport (Kárpátkanyar)
A déli csoport a Kárpátkanyar (románul: Carpații de Curbură), amelyet az Ojtozi-szoros választ el a Keleti-Kárpátok középső csoportjától.

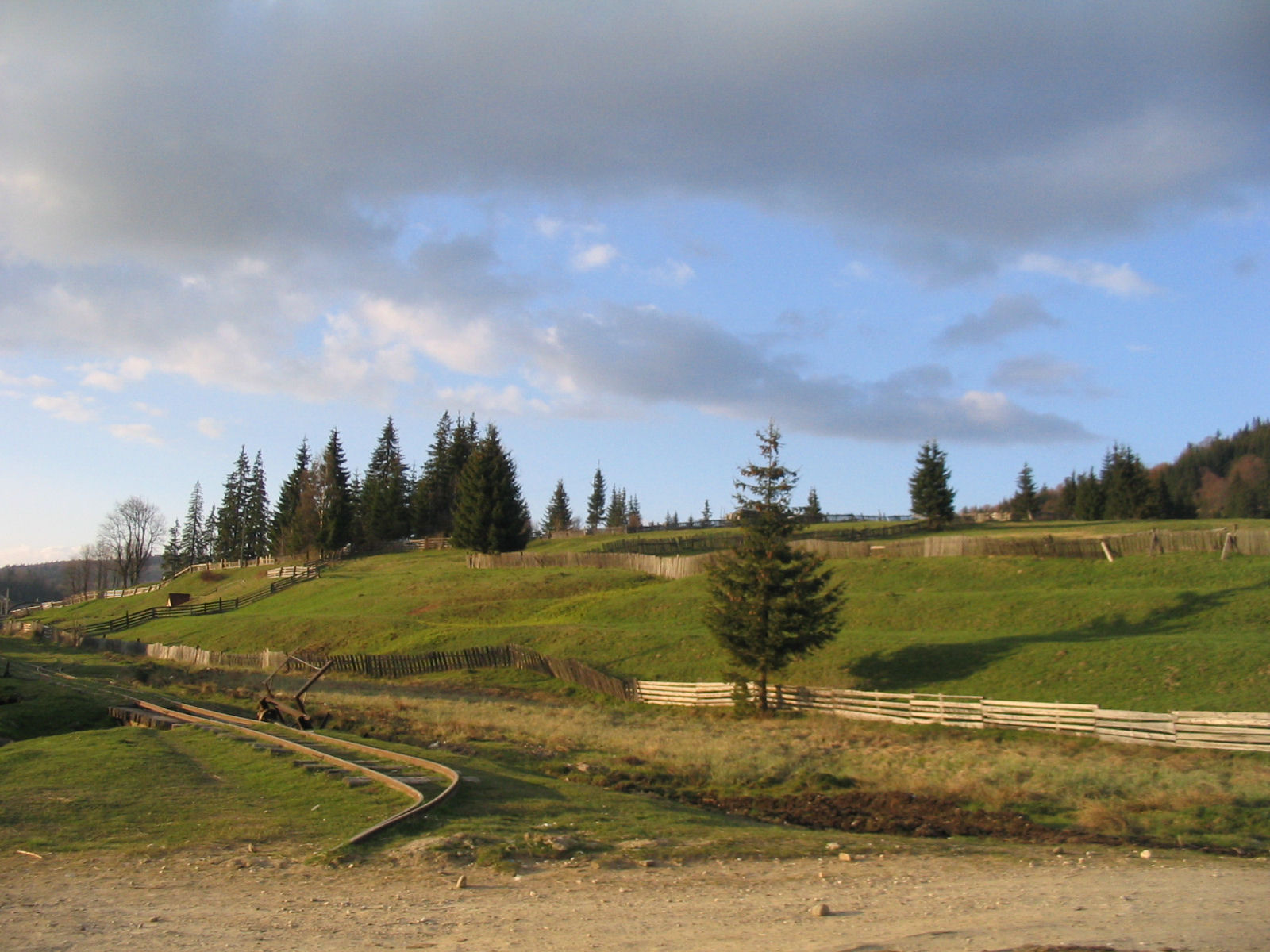
Háromszéki-havasok

- Háromszéki-havasok (Munții Vrancei)
  - Berecki-hegység (Munții Brețcului)
  - Musátó (Munții Lepșei)
  - Szép-Zbojna (Munții Zboina Frumoasă)
  - Fekete-Zbojna (Munții Zboina Neagră)
  - Furu-hegység (Munții Furu)
  - Coza-hegység (Masivul Coza)
- Bodzafordulói-hegyek (Munții Întorsurii)
- Bodzai-havasok (Munții Buzăului)
  - Pintillő-hegység (Masivul Penteleu)
  - Nagy-Tatár-havas (Munții Tătaru)
  - Lóhavas Munții Podu Calului
  - Masivul Ivănețu
  - Szilon-havas (Munții Siriu)

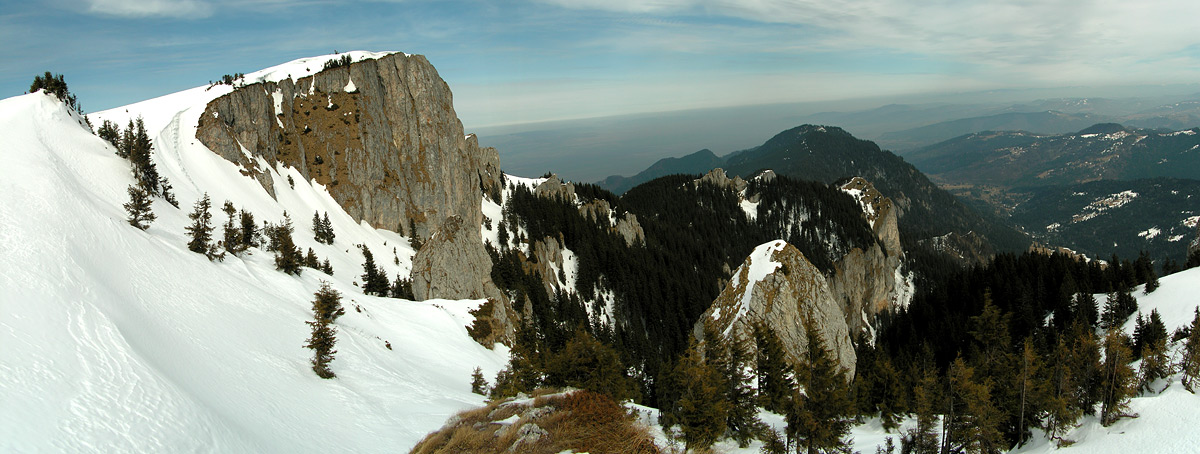
Nagykőhavas

- Brassói-havasok (Munții Brașovului)
  - Csukás-hegység (Munții Ciucaș)
  - Barcasági-hegyek (Munții Bârsei)
    - Nagykőhavas (Masivul Piatra Mare)
    - Keresztényhavas (Masivul Postăvarul)

  - Baj-hegység (Munții Gârbova)
  - Grohotisz-hegység (Munții Grohotiș)
- Kárpátkanyar-Szubkárpátok (Subcarpații Curburii)

### Külső vonulat
| A Keleti-Kárpátok külső vonulata | A Keleti-Kárpátok külső vonulata                  |
| -------------------------------- | ------------------------------------------------- |
| d1                               | Obcsinák                                          |
| d2                               | Esztena-hegység                                   |
| d3                               | Tarkő-hegység, Gosmán-hegység és Berzunci-hegység |
| d4                               | Kománfalvi-medence                                |
| d5                               | Nemere-hegység                                    |
| d6                               | Csíki-havasok                                     |
| d7                               | Barcasági-hegyek                                  |
| d8                               | Csukás-hegység, Grohotisz-hegység és Baj-hegység  |
| d9                               | Bodzai-havasok                                    |
| d10                              | Háromszéki-havasok                                |
| d11                              | Ráró-hegység és Gyamaló-hegység                   |